# José Luis Tellez
José Luis Tellez González (nascido em 27 de abril de 1938) é um ex-ciclista olímpico mexicano. Representou sua nação nos Jogos Olímpicos: Roma 1960 e Tóquio 1964.